# Besko (gmina)
Besko – gmina wiejska w województwie podkarpackim, w powiecie sanockim. Siedziba gminy to Besko.
Według danych z 30 czerwca 2004 gminę zamieszkiwało 4250 osób Natomiast według danych z 31 grudnia 2017 roku gminę zamieszkiwało 4504 osób.

## Historia
Gmina Besko powstała 2 kwietnia 1991 w województwie krośnieńskim w związku z wyłączeniem z gminy Zarszyn sołectw Besko, Mymoń i Poręby i utworzeniem w nich odrębnej gminy. Tereny te należały zarówno w latach 1934–1954 jak i 1973–1991 do gminy Zarszyn. W latach 1954–1972 funkcjonowała gromada Besko o tych samych granicach co późniejsza gmina Besko.
Od 1999 w powiecie sanockim, w nowym województwie podkarpackim.

## Struktura powierzchni
Według danych z roku 2002 gmina Besko ma obszar 27,6 km², w tym:
- użytki rolne: 79%
- użytki leśne: 9%

Gmina stanowi 2,25% powierzchni powiatu.

## Demografia

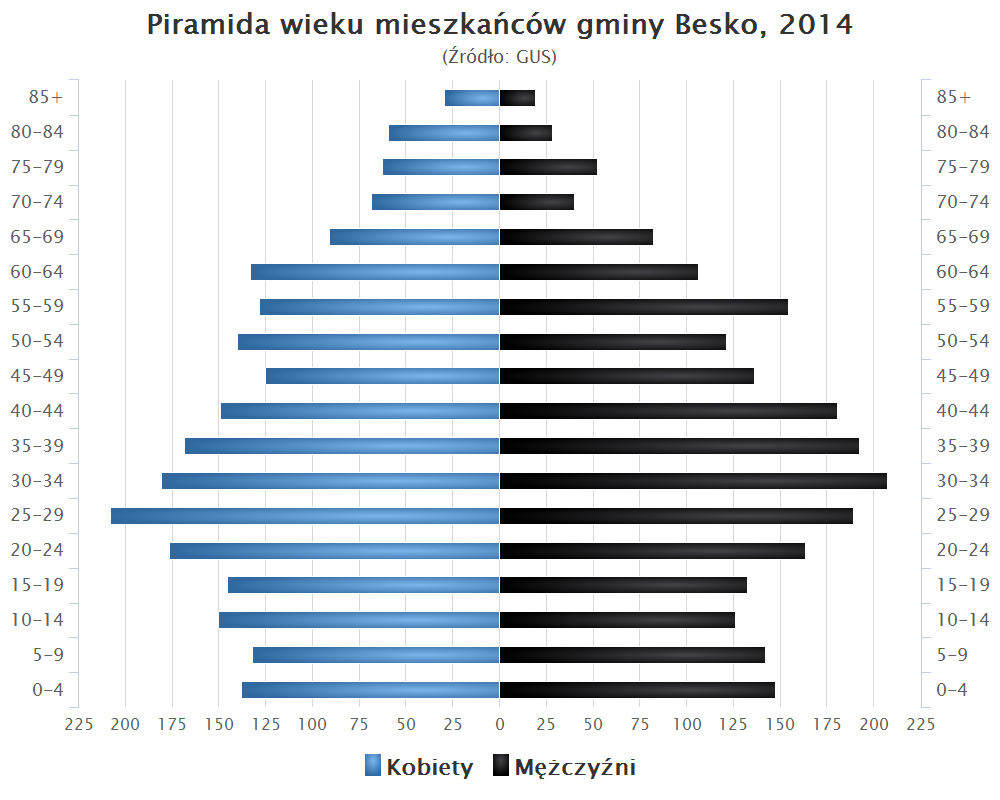
Piramida wieku mieszkańców gminy Besko w 2014 roku

Dane z 31 grudnia 2017 roku.
| opis                              | ogółem | ogółem | kobiety | kobiety | mężczyźni | mężczyźni |
| --------------------------------- | ------ | ------ | ------- | ------- | --------- | --------- |
| jednostka                         | osób   | %      | osób    | %       | osób      | %         |
| liczba ludności                   | 4 504  | 100    | 2293    | 50,9    | 2211      | 49,1      |
| gęstość zaludnienia (mieszk./km²) | 164    | 164    | 83      | 83      | 81        | 81        |

## Sołectwa
Besko, Mymoń, Poręby (część Beska)

## Sąsiednie gminy
Haczów, Rymanów, Zarszyn